# Ranunculus glareosus
Ranunculus glareosus är en ranunkelväxtart som beskrevs av Hand.-mazz.. Ranunculus glareosus ingår i släktet ranunkler, och familjen ranunkelväxter. Inga underarter finns listade i Catalogue of Life.